# Grandvaux VD
| VD ist das Kürzel für den Kanton Waadt in der Schweiz. Es wird verwendet, um Verwechslungen mit anderen Einträgen des Namens Grandvaux zu vermeiden. |

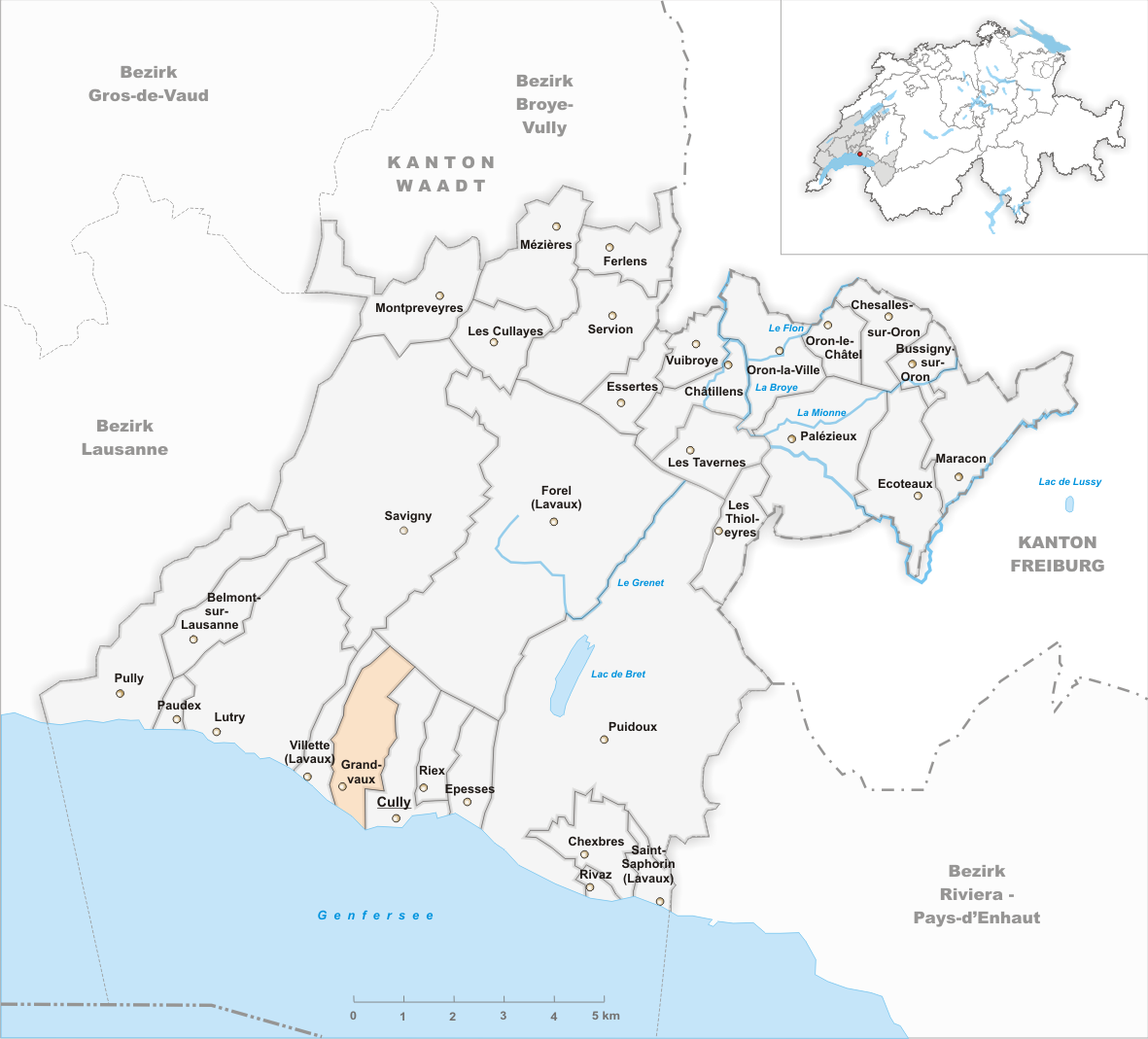
Gemeindestand vor der Fusion am 30. Juni 2011

Grandvaux ([gʀɑ̃vo], im einheimischen frankoprovenzalischen Dialekt [(a) grɑ̃ˈvo]) war bis zum 1. Juli 2011 eine politische Gemeinde im Distrikt Lavaux-Oron im Kanton Waadt in der Schweiz. Sie fusionierte mit Cully, Epesses, Riex und Villette (Lavaux) zur neuen politischen Gemeinde Bourg-en-Lavaux.

## Geographie

Luftbild (1948)

Grandvaux liegt auf 489 m ü. M., sieben Kilometer ostsüdöstlich der Kantonshauptstadt Lausanne (Luftlinie). Das ehemalige Winzerdorf erstreckt sich auf einem Geländevorsprung inmitten der Weinberge am Steilhang des Lavaux, am Hang des Mont de Gourze an aussichtsreicher Lage rund 120 m über dem Seespiegel des Genfersees.
Die Fläche des 3,0 km² grossen ehemaligen Gemeindegebiets umfasst einen Abschnitt des Lavaux am Nordostufer des Genfersees (rund 700 m Seeuferlinie). Der Gemeindeboden erstreckt sich vom Seeufer nordwärts über die Rebhänge von Grandvaux bis auf die anschliessenden Höhen am Südrand des Joratplateaus. Auf dem Signal südwestlich des Mont de Gourze wird mit 805 m ü. M. der höchste Punkt von Grandvaux erreicht. Im Bereich von Grandvaux befindet sich die Wasserscheide zwischen den Einzugsgebieten von Rhein und Rhone nur gerade 2 km nördlich des Ufers des Genfersees. Der äusserste Norden des früheren Gemeindegebiets auf dem Hochplateau des Jorat wird durch den Bach Neirigue bereits in nördlicher Richtung zur Broye und damit zum Rhein entwässert. Von der Gemeindefläche entfielen 1997 34 % auf Siedlungen, 12 % auf Wald und Gehölze und 54 % auf Landwirtschaft.
Zur Gemeinde Grandvaux gehörten ausgedehnte Streusiedlungen (Einfamilienhäuser) am Süd- und Westhang des Signal, die Weiler Curson (519 m ü. M.) und Lallex (530 m ü. M.) in den Reben oberhalb des Dorfes und Le Tronchet (723 m ü. M.) auf dem Hochplateau sowie mehrere Einzelhöfe. Nachbargemeinden von Grandvaux waren Villette (Lavaux), Forel (Lavaux) und Cully.

## Bevölkerung
Mit 1985 Einwohnern (Stand 31. Dezember 2010) gehörte Grandvaux zu den mittelgrossen Gemeinden des Kantons Waadt. Von den Bewohnern sind 84,1 % französischsprachig, 7,0 % deutschsprachig und 4,2 % englischsprachig (Stand 2000). Die Bevölkerungszahl von Grandvaux belief sich 1850 auf 623 Einwohner, 1900 auf 677 Einwohner. Während des 20. Jahrhunderts stieg die Bevölkerungszahl zunächst langsam an. Seit 1960 (808 Einwohner) hat sich die Einwohnerzahl mehr als verdoppelt; besonders während der 1980er Jahre wurde ein starker Zuwachs registriert.

## Wirtschaft
Grandvaux war bis in die zweite Hälfte des 20. Jahrhunderts ein vorwiegend durch die Landwirtschaft geprägtes Dorf. Noch heute haben der Weinbau an den optimal besonnten Hängen des Lavaux (rund 60 ha) sowie der Ackerbau und die Viehzucht auf den Hochflächen einen wichtigen Stellenwert in der Erwerbsstruktur der Bevölkerung. Weitere Arbeitsplätze sind im lokalen Kleingewerbe und vor allem im Dienstleistungssektor vorhanden. Das Gewerbe von Grandvaux ist neben den Gütern des täglichen Bedarfs auch auf den Tourismus ausgerichtet. Es gibt mehrere Weinhandlungen, daneben Betriebe des Baugewerbes, der Informatik und Architekturbüros. Grandvaux verfügt seit 1977 über eine neue Schulanlage und seit 1984 über eine Mehrzweckhalle. Durch den Bau von zahlreichen Einfamilienhäusern in den letzten Jahrzehnten hat sich das Dorf zu einer Wohngemeinde entwickelt. Viele Erwerbstätige sind deshalb Wegpendler, die vor allem in Lausanne und in der Region Vevey-Montreux arbeiten.

## Verkehr
Grandvaux ist verkehrstechnisch gut erschlossen, obwohl der Ort abseits der Durchgangsstrassen an einer Verbindungsstrasse von Cully nach Savigny liegt. Dem Seeufer entlang verläuft die Hauptstrasse 9. Die nächsten Autobahnanschlüsse an die 1974 eröffnete A9 (Lausanne–Sion), welche das frühere Gemeindegebiet durchquert, sind Belmont (im Westen, rund 4 km entfernt) und Chexbres (im Osten, rund 7 km entfernt).

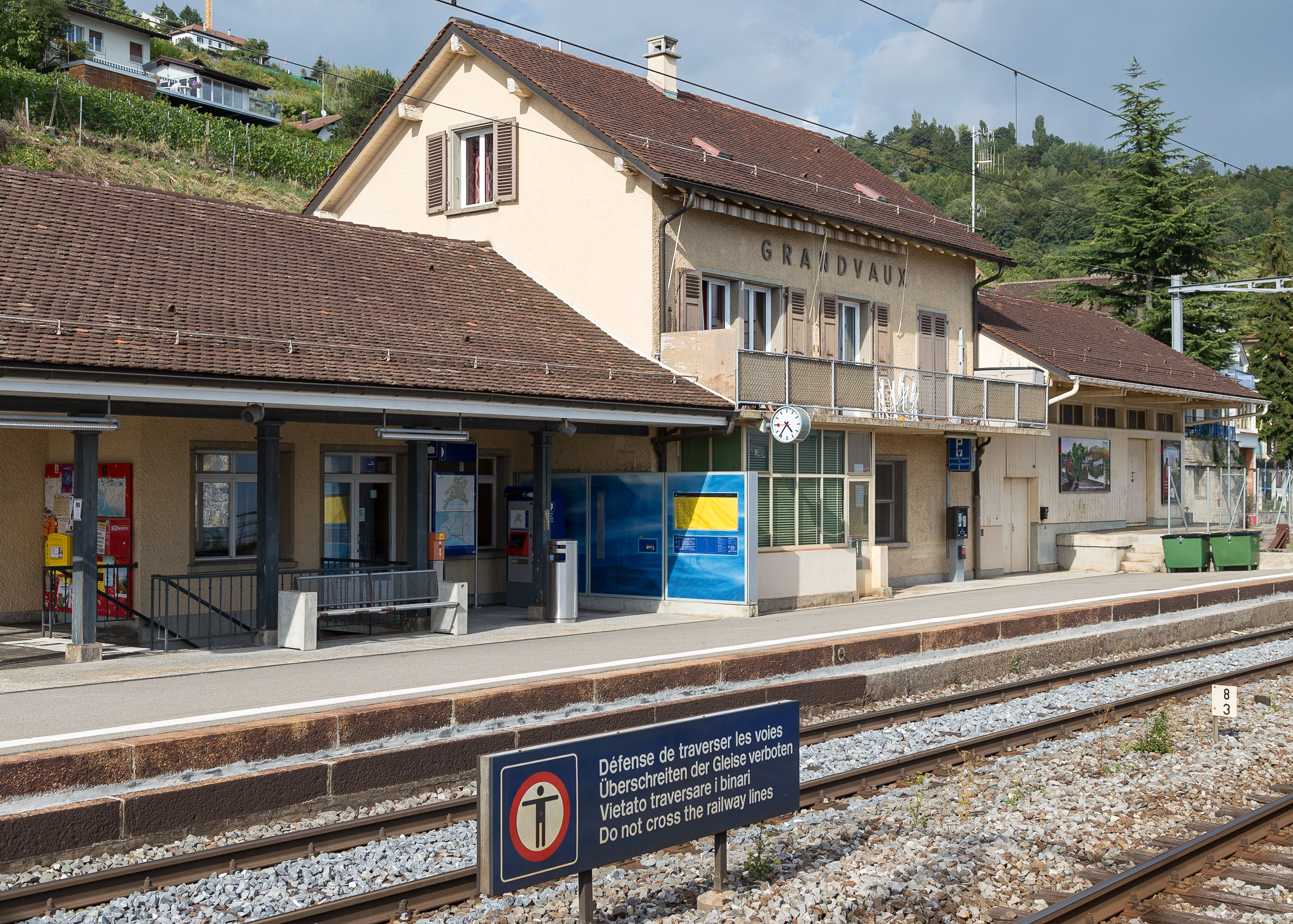
Bahnhof Grandvaux

Am 4. September 1862 wurde die Eisenbahnlinie Lausanne-Freiburg mit dem Bahnhof Grandvaux oberhalb des Dorfes eingeweiht. Nur wenig ausserhalb des Gemeindegebietes, 1 km vom Ort entfernt, befindet sich der Bahnhof Cully an der Simplonstrecke, der Bahnlinie von Lausanne ins Wallis (der Abschnitt Lausanne–Villeneuve wurde am 2. April 1861 in Betrieb genommen). Für die Feinverteilung im öffentlichen Verkehr sorgen die Autobuslinien 66 und 47 der Transports publics de la région lausannoise, welche die Strecken von Lausanne respektive Pully nach Grandvaux bedienen.

## Geschichte
Das Gemeindegebiet von Grandvaux war bereits zur Römerzeit bewohnt, was durch Überreste einer Siedlung bei Le Muret belegt ist. Die erste urkundliche Erwähnung des Ortes erfolgte 1250 unter dem Namen Gravaz. Später erschienen die Bezeichnungen Graval und Gravaux (1260), Gravaulx (1445) sowie Grantval (1453). Der Ortsname ist vom lateinischen Wort gravea (Kies) abgeleitet und bedeutet kiesiges Gelände.
Seit dem 13. Jahrhundert gehörte Grandvaux dem Bischof von Lausanne. Auch die Abtei Haut-Crêt besass auf dem Gemeindegebiet Rebberge, die sie von den Grafen von Greyerz geschenkt erhalten hatte. Mit der Eroberung der Waadt durch Bern im Jahr 1536 gelangte Grandvaux unter die Verwaltung der Vogtei Lausanne. Nach dem Zusammenbruch des Ancien Régime gehörte das Dorf von 1798 bis 1803 während der Helvetik zum Kanton Léman, der anschliessend mit der Inkraftsetzung der Mediationsverfassung im Kanton Waadt aufging. 1798 wurde es dem Bezirk Lavaux zugeteilt.
Grandvaux war stets von Villette abhängig. Erst 1824, als die Grossgemeinde Villette aufgeteilt wurde, erlangte Grandvaux den Status einer selbständigen politischen Gemeinde. Ein Projekt zur Fusion der fünf heute unabhängigen Gemeinden Cully, Epesses, Riex, Grandvaux und Villette (Lavaux) scheiterte in einer Abstimmung am 27. Februar 2005 am Widerstand der Bevölkerung von Grandvaux. 2011 erfolgte dann der Zusammenschluss zur neuen politischen Gemeinde Bourg-en-Lavaux.

## Sehenswürdigkeiten
Die heutige Pfarrkirche Saint-Nicolas im Dorfzentrum wurde im Jahr 1636 erbaut. Von der ehemaligen Kirche ist nur der romanische Kirchturm (ursprünglich aus dem 12. Jahrhundert) erhalten.
Der alte Ortskern von Grandvaux hat den Charakter eines typischen Winzerdorfes mit engen Gässchen und Häusern aus dem 16. bis 19. Jahrhundert bewahrt. Hervorzuheben sind das Haus Maillardoz (16. Jahrhundert) mit spätgotischen Fenstern und einem grossen Dach sowie das Haus Buttin de Loïs, ein Gebäudekomplex aus dem 17. und 18. Jahrhundert mit einem bedeutenden Renaissancesaal. Dieser Komplex gehört seit 1941 der Association du Vieux Lausanne und beherbergt ein Heimatmuseum.

## Persönlichkeiten
Der Comiczeichner Hugo Pratt lebte von 1984 bis zu seinem Tode 1995 in Grandvaux. Ihm zu Ehren wurde 2007 eine lebensgroße Statue seiner berühmtesten Comicfigur Corto Maltese neben dem Rathaus aufgestellt.